# Státní občanství České republiky

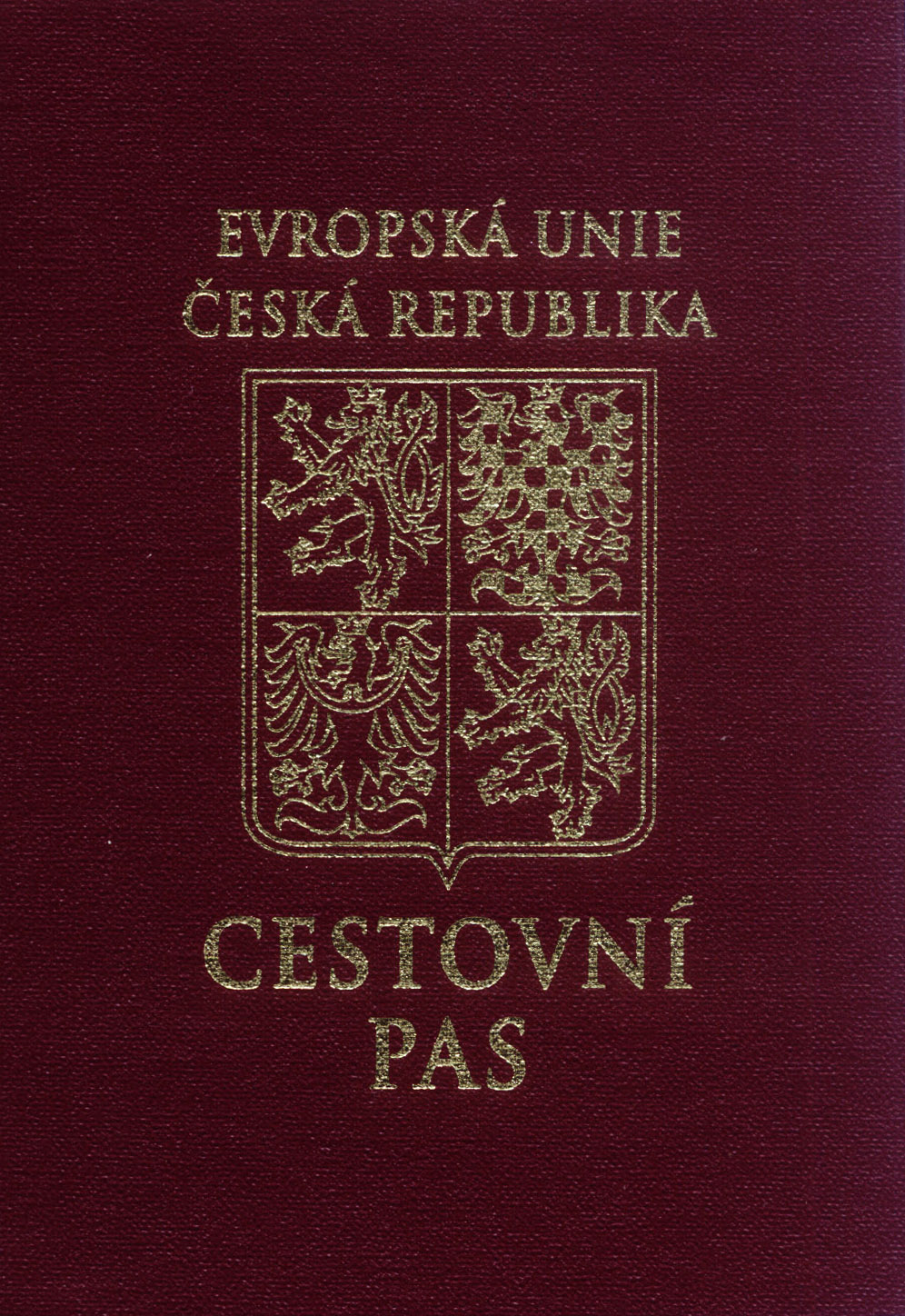
Cestovní pas občana České republiky

Státní občanství České republiky vzniklo dne 1. ledna 1969 ustavením České socialistické republiky v rámci československé federace.
V důsledku zániku České a Slovenské Federativní Republiky zaniklo dnem 1. ledna 1993 také československé státní občanství.
Nabývání a pozbývání státního občanství upravuje zákon o státním občanství České republiky z roku 2013, který od 1. ledna 2014 nahradil dřívější zákon o nabývání a pozbývání státního občanství České republiky z roku 1993.
Nový zákon umožňuje nabýt dvojí občanství, tedy nabýt české státní občanství a zároveň být občanem jiného státu. Od 1. ledna 2014 nedochází k pozbytí občanství České republiky ze zákona okamžikem nabytí občanství jiného státu, ledaže[zdroj⁠?!] to vyžaduje příslušná mezinárodní smlouva, respektive právo dané země vyžaduje se jiného, tedy i českého, občanství vzdát.
Pro opačný proces existuje institut udělení státního občanství České republiky dle § 3 zákona č. 186/2013 Sb., taktéž bez zákonného požadavku, aby cizinec doložil, že se vzdal svého původního občanství. Takovémuto získání českého občanství udělením předchází řada zákonných požadavků, které je třeba splnit. A i po jejich splnění není na udělení automatický, tedy právní nárok, a konečný verdikt vyslovuje příslušný státní orgán.
Ústava České republiky zakazuje zbavení státního občanství proti vůli státního občana.
Státní občanství České republiky se nabývá na principu ius sanguinis, tedy pokrevně po rodičích. Zásada ius soli se uplatňuje v České republice jen tehdy, pokud jsou oba rodiče apatridy nebo pokud je dítě nalezeno na českém území a jeho rodiče jsou neznámí.
Při posuzování, zda fyzická osoba je nebo byla českým státním občanem nebo československým státním občanem, se postupuje podle právních předpisů účinných v době, kdy mělo dojít k nabytí nebo pozbytí státního občanství této osoby.

## Definice
Pojem „státní občanství“ obsahuje již Ústava České republiky, neobsahuje však definici pojmu. Tu provedl až Ústavní soud v odůvodnění svého nálezu z 13. září 1994 č. 40 sv. 2 Sb. n. u. ÚS, kdy uvedl, že státní občanství lze definovat jako „relativně trvalý právní svazek (nebo vztah či status) fyzické osoby a daného státu“. V odborné literatuře nepanuje shoda, zda je státní občanství právní svazek, právní vztah či právní status.

## Nabývání státního občanství
Současný zákon č. 186/2013 Sb., o státním občanství České republiky, který s účinností od 1. 1. 2014 nahradil původní zákon o nabývání a pozbývání státního občanství České republiky, přinesl řadu změn. Nová právní úprava plně opustila princip jediného státního občanství a naopak se zcela přiklání k možnosti existence dvojího státního občanství pro české státní občany. V nové právní úpravě je tak jednoznačně akcentován trend, který se v oblasti státního občanství stále více uplatňuje i v jiných evropských státech.
Za skutečně významnou je možné považovat změnu týkající se nabytí státního občanství udělením cizincům. Hlavní změnou v tomto případě je, že osoby žádající o udělení českého státního občanství již nemusí prokazovat pozbytí svého dosavadního státního občanství. Zároveň zákon nově definuje podmínky pro udělení státního občanství ČR – zpřísňuje některé požadavky na prokázání znalosti českého jazyka a nově stanovuje podmínku spočívající v prokázání základní znalosti ústavního systému, zeměpisných a historických reálií České republiky a dalších znalostí. Někteří cizinci mohou nabývat státní občanství České republiky také prohlášením. Nová právní úprava umožňuje zjednodušené nabytí státního občanství formou prohlášení migrantům druhé generace.
Způsobů nabývání státního občanství České republiky zná zákon celkem sedm. Státní občanství se nabývá:
1. Narozením
  - Je-li alespoň jeden rodič v době narození dítěte státním občanem ČR (ius sanguinis). Místo narození dítěte nemá na nabytí státního občanství ČR narozením žádný vliv (→ v ČR neplatí ius soli).
  - Narozením dále nabývá státní občanství ČR i dítě, které se narodí na území ČR a které by se jinak stalo osobou bez státního občanství (apatridou), pokud jsou oba rodiče dítěte apatridé a alespoň jeden z nich má na území ČR ke dni narození dítěte povolen pobyt na dobu delší než 90 dnů.
2. Určením otcovství
  - Na základě rozhodnutí soudu o určení otcovství státního občana ČR, příp. na základě souhlasného prohlášení rodičů (jestliže matka není státní občankou ČR, státu EU ani nemá trvalý pobyt na území ČR, ani není bezdomovkyní, je nutné prokázání otcovství genetickou zkouškou).
3. Osvojením
  - Je-li alespoň jeden z osvojitelů dítěte občanem ČR a k osvojení došlo rozhodnutím orgánu ČR nebo rozhodnutí zahraničního orgánu bylo v ČR uznáno.
4. Nalezením na území ČR
  - Dítě mladší 3 let nalezené na území ČR, jehož totožnost se nepodaří zjistit, nabývá státní občanství ČR dnem nalezení na území ČR, pokud do 6 měsíců ode dne nalezení nevyjde najevo, že nabylo státní občanství jiného státu.
5. Udělením
  - Žádost o udělení státního občanství ČR se podává u krajského úřadu, o žádostech rozhoduje Ministerstvo vnitra. 
  - Na udělení státního občanství ČR není právní nárok.
  - Podmínky:
    1. Žadatel má na území ČR povolen trvalý pobyt ke dni podání žádosti nepřetržitě
      - a) po dobu alespoň 5 let,
      - b) po dobu alespoň 3 let, jde-li o žadatele, který je občanem státu Evropské unie, Švýcarska nebo státu, který je smluvní stranou Dohody o Evropském hospodářském prostoru nebo
      - c) po dobu, která společně s bezprostředně předcházejícím oprávněným pobytem na území ČR dosahuje alespoň 10 let.

    2. Žadatel musí prokázat, že se na území ČR skutečně zdržuje alespoň v rozsahu jedné poloviny doby pobytu, jak je stanovena v předešlém bodu. Do této doby se započítávají i období nepřítomnosti cizince na území ČR, pokud jednotlivá období nepřítomnosti nepřesáhla 2 po sobě jdoucí měsíce, nebo ze závažného důvodu 6 po sobě jdoucích měsíců; závažným důvodem je zejména těhotenství a narození dítěte, vážné onemocnění, studium, odborné školení nebo pracovní cesta.
    3. Žadatel starší 15 let
      - a) nesmí být pravomocně odsouzen pro nedbalostní trestný čin k nepodmíněnému trestu odnětí svobody, nebo pro úmyslný trestný čin,
      - b) pokud se v ČR zdržuje po dobu kratší 10 let, musí prokázat, že ve státě, jehož je státním občanem, nejde-li o žadatele, kterému byla na území ČR udělena mezinárodní ochrana formou azylu nebo doplňkové ochrany, nebo ve státech, ve kterých v posledních 10 letech přede dnem podání žádosti pobýval nepřetržitě více než 6 měsíců po dosažení věku 15 let, že nebyl pravomocně odsouzen pro nedbalostní trestný čin k nepodmíněnému trestu odnětí svobody nebo pro úmyslný trestný čin.

    4. Žadatel musí prokázat znalost českého jazyka.
    5. Žadatel musí prokázat základní znalost ústavního systému ČR a základní orientaci v kulturně-společenských, zeměpisných a historických reáliích ČR.
    6. Žadatel v posledních třech letech předcházejících dni podání žádosti neporušil závažným způsobem povinnosti vyplývající z jiných právních předpisů upravujících vstup a pobyt cizinců na území ČR, veřejné zdravotní pojištění, sociální zabezpečení, důchodové pojištění, zaměstnanost, daně, cla, odvody a poplatky, vyživovací povinnost vůči dítěti, které má trvalý pobyt na území ČR, nebo veřejnoprávní povinnosti k obci, ve které je žadatel přihlášen k pobytu, jde-li o povinnosti uložené obcí v samostatné působnosti.
    7. Žadatel musí prokázat výši a zdroje svých příjmů.
    8. Žadatel na území ČR v posledních 3 letech předcházejících dni podání žádosti výrazně a bez vážných důvodů nezatěžoval systém státní sociální podpory nebo systém pomoci v hmotné nouzi. Výrazným zatížením systému státní sociální podpory nebo systému pomoci v hmotné nouzi se rozumí, že žadatel je převážně závislý na dávkách poskytovaných ze systému státní sociální podpory nebo systému pomoci v hmotné nouzi.
6. Prohlášením
  - Týká se zákonem vymezených případů osob, které už někdy české/československé občanství měly (příp. jejich rodiče/prarodiče ho měli).
7. V souvislosti se svěřením do ústavní, pěstounské nebo jiné formy náhradní péče
  - Dítě, které se narodí na území ČR a na tomto území se zdržuje v souladu s jinými právními předpisy a které v den svého narození bylo a nadále je bezdomovcem, pokud bylo svěřeno do náhradní péče.

### Státoobčanský slib
Při udělení se státní občanství České republiky nabude dnem složení tohoto státoobčanského slibu:
„Slibuji na svou čest věrnost České republice. Slibuji, že budu dodržovat její Ústavu a ostatní zákony České republiky.“

## Pod ochranou státu
Každý držitel českého pasu je v zahraničí pod ochranou České republiky:
| „                                     | Držitel českého cestovního pasu je pod ochranou České republiky. Všichni, jichž se to může týkat, se žádají, aby v případě potřeby poskytli držiteli tohoto pasu nezbytnou pomoc a ochranu podle mezinárodního práva. | “ |
| — Cestovní pas občana České republiky | |   |

## Pozbývání státního občanství
Jediným zákonným způsobem pozbytí českého státního občanství je jeho pozbytí na základě prohlášení o vzdání se státního občanství České republiky. Od 1. ledna 2014 nevyžaduje právní řád České republiky pozbytí státního občanství, pokud český občan nabude cizí státní občanství, a umožňuje mu tak v plné míře disponovat dvojím státním občanstvím.

## Zákony o státním občanství České republiky
Státní občanství České republiky upravovaly tyto zákony:
- Zákon o nabývání a pozbývání státního občanství České socialistické republiky – zrušen od 1. ledna 1993
- Zákon o nabývání a pozbývání státního občanství České republiky – zrušen od 1. ledna 2014
- Zákon o státním občanství některých bývalých československých státních občanů – zrušen od 1. ledna 2014
- Zákon o státním občanství České republiky – účinný od 1. ledna 2014